# ТМК-2
Траншейна машина ТМК — це  колісний тягач МАЗ-538, на якому змонтовані робочий орган для уривки траншей (роторний екскаватор) і бульдозерне обладнання. 

## Особливості
- Машина дозволяє проводити уривку траншей в ґрунтах до IV категорії включно.
- Відрив траншей в талих ґрунтах при глибині 1,5 м здійснюється зі швидкістю 700 м / год, в мерзлих ґрунтах 210 м / год.
- Робочий орган роторний, бесковшового типу.
- До складу робочого обладнання входять механічна трансмісія приводу і гідравлічний механізм підйому і опускання робочого органу.
- На рамі робочого органу встановлюються укісники пасивного типу, що забезпечують формування похилих стінок траншеї.
- Піднятий з траншеї ґрунт за допомогою метальників розкидається по обом сторонам траншеї.
- Встановлене допоміжне бульдозерне обладнання з шириною відвалу 3,3 м дозволяє здійснювати планування місцевості, засипку ям, ровів, риття котлованів, тощо.
- Базовий повнопривідний колісний тягач МАЗ-538 оснащений двигуном Д-12А-375А потужністю 375 к.с.
- Виготовлялися машини ТМК з 1975 року на Дмитрівському екскаваторному заводі. Пізніше на колісному тягачі КЗКТ-538ДК випускалася модернізована траншейна машина ТМК-2  [1].

## Галерея

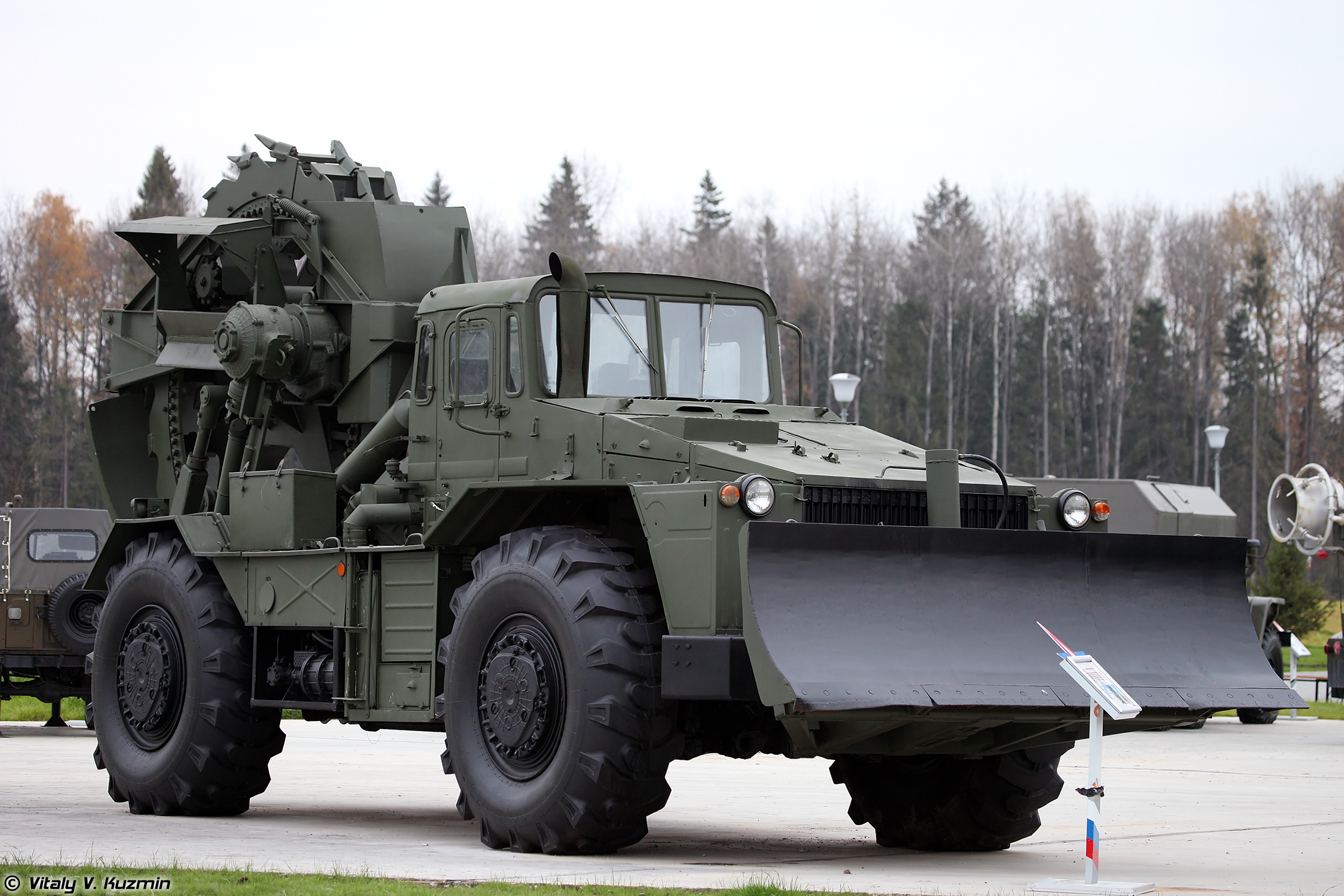
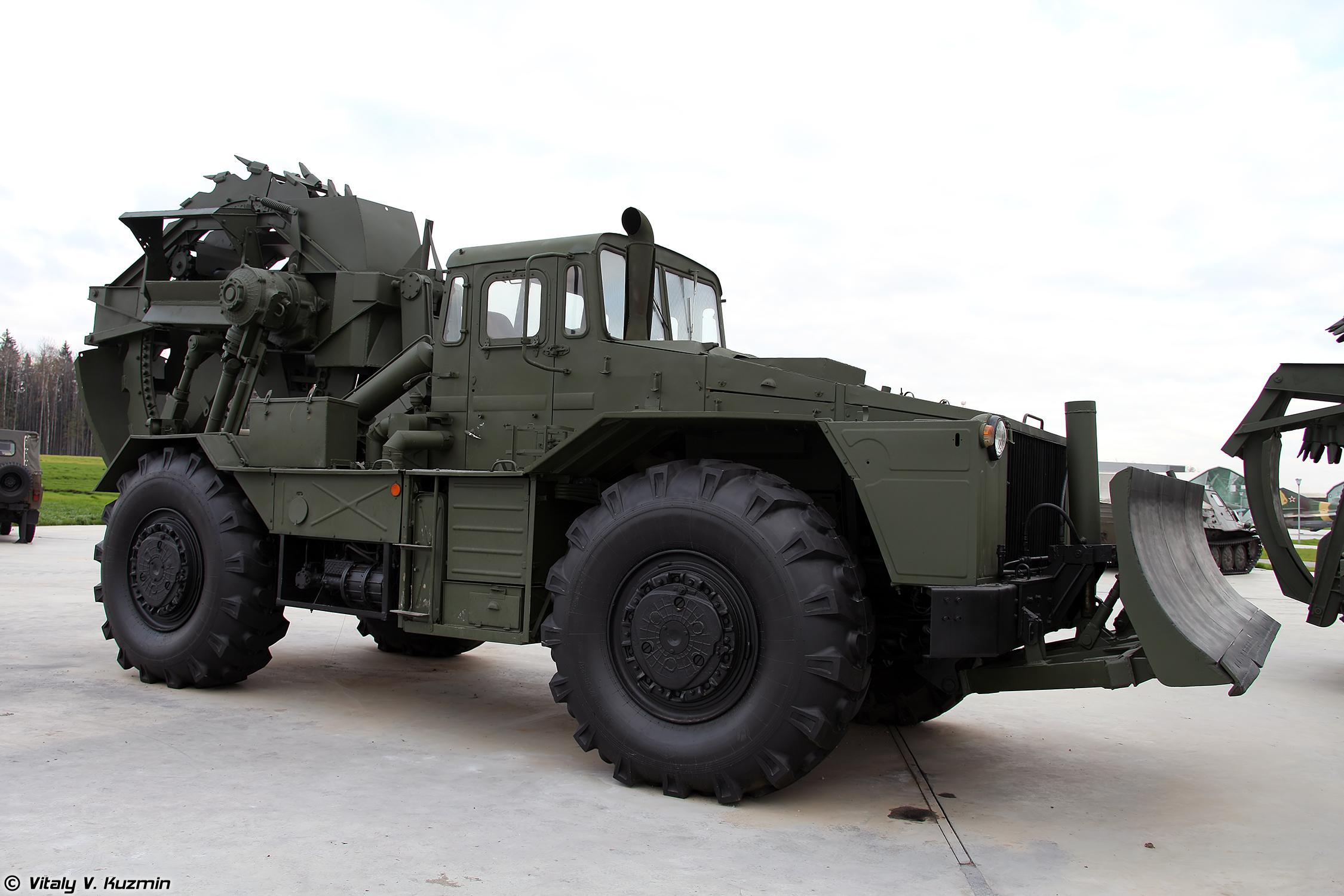
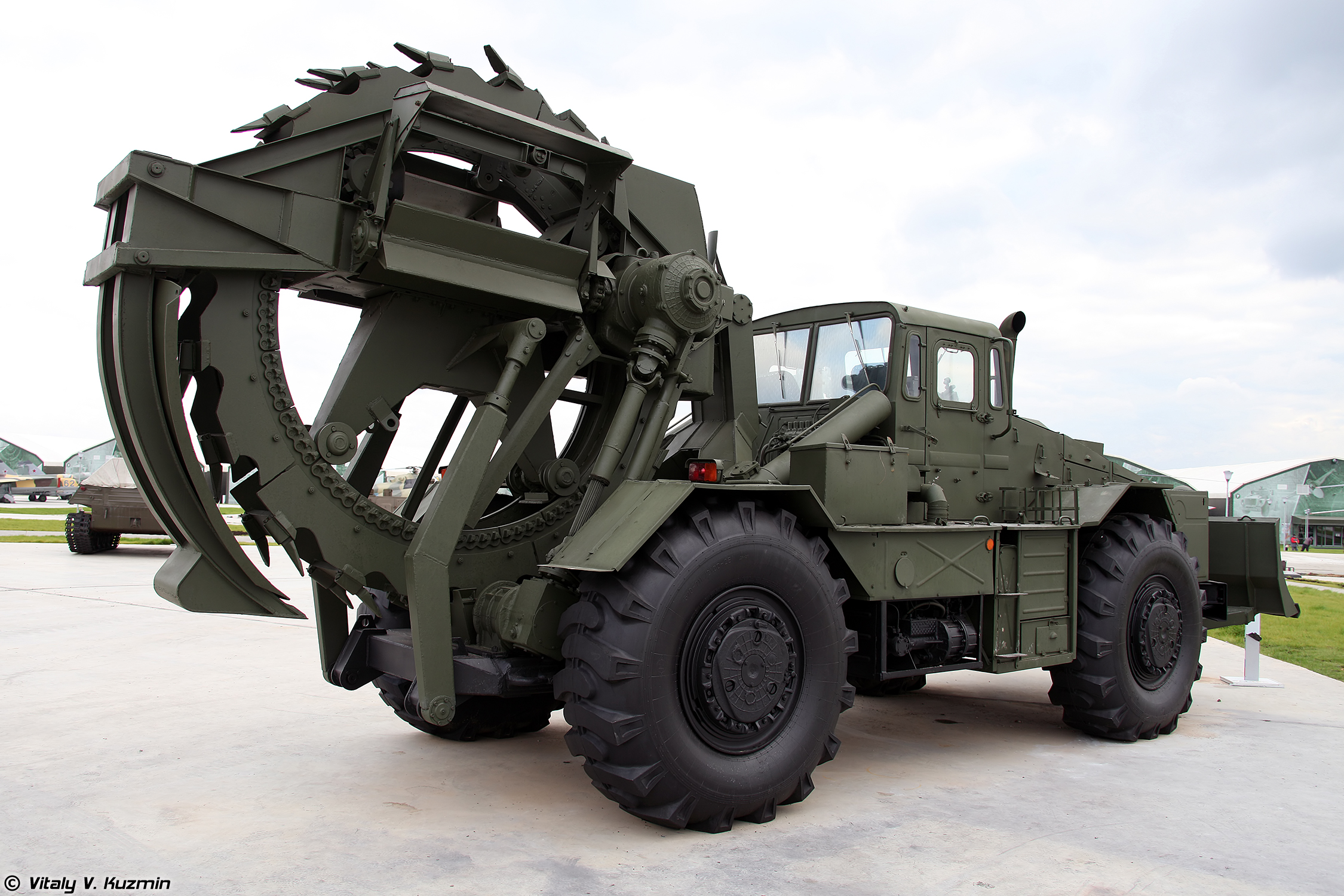

## ТТХ

### Технічні характеристики ТМК-2
Колісна формула 4x4
Тип машини Роторний бесковшовий екскаватор з допоміжним бульдозерним обладнанням
Базова машина 
Для ТМК МАЗ-538
КДля ТМК-2 колісний тягач КЗКТ-538 ДК
Профіль поперечного перерізу траншеї в малих мерзлих ґрунтах, м 
глибина 1,1 - 1,5
ширина по верху 0,9 - 1,1
ширина по низу 0,6
Експлуатаційна продуктивність, м / ч не більше 300
Регулювання швидкості в режимі ходозменшення, м / год 0-1300
Робоча швидкість при роботі бульдозером, км / год 3-5
Подоланні ухили при уривку траншеї, град НЕ більше 
поперечний 5
поздовжній 10
Мінім ний радіус відривати траншеї в плані, м 20
Споряджена маса автомобіля, т 27,2
Габаритні розміри (довжина х ширина х висота), мм 
машини в транспортному положенні 9750 х 3200 х 4180
базового тягача 6720 х 3120 х 3180
База, мм 4200
Колія, мм 2520
Мінімальний дорожній просвіт, мм 480
Кути звішування тягача, град 
передній 25
задній 26
Запас палива по середній витраті при роботі з навісним обладнанням, мотогодин 16
Ємність паливних баків, л 2x420
Максимальний подоланий підйом, град 20
Глибина подоланого броду, м 1,2
номінальне тягове зусилля, т 12
Максимальне тягове зусилля, т 16
Максимальна транспортна швидкість, км / год 45
Двигун тип 4-тактний V-подіб дизель потужність, кВт (к.с.) 275,6 (375)
Кількість місць в кабіні 2  